# 西班牙盐盒菌病毒目
西班牙盐盒菌病毒目（学名：Halopanivirales）为莱塞病毒纲的一个目。

## 下级分类
本目包括以下科：
- Matshushitaviridae
- Simuloviridae
- Sphaerolipoviridae